# Córdoba-kalifatet
|  | For alternative betydninger af Córdoba, se Cordoba (flertydig) |
Córdoba-kalifatet var et kalifat i Al-Andalus (den islamiske Iberiske Halvø) og eksisterede fra 929 til 1031. Kalifatet havde rødder i umayyaden Abd al-Rahman 1. fra umayyade-dynastiet, der var blevet væltet til fordel for abbaside-dynastiet. Abd al-Rahman 1. ville undslippe abbasidernes straf og flygtede derfor fra Syrien til Spanien, hvor han i 756 blev emir med Córdoba som hovedstad. Med oprettelsen af et fatimidisk kalifat i 909 følte Abd al-Rahman 3. sig truet og udråbte sig i 929 til kalif, og dermed var kalifatet dannet.
Kalifatet gik i opløsning i begyndelsen af 1000-tallet og endte i 1031 med afsættelsen af umayyadekalif Hisham 3..

## Fodnoter
1. 1 2  Simonsen, Jørgen Bæk (2. februar 2009). "det spanske kalifat". Den Store Danske (lex.dk online udgave). Hentet 2. august 2010.

| Islam | Spire Denne islamartikel er en spire som bør udbygges. Du er velkommen til at hjælpe Wikipedia ved at udvide den. |

37°53′N 4°46′V / 37.88°N 4.77°V